# Marine Stewardship Council
Marine Stewardship Council (MSC) er en uafhængig almennyttig organisation og et certificeringsorgan. MSC har udviklet en miljøstandard for bæredygtigt fiskeri, og de har et miljømærke, som gives til de fiskerier og virksomheder, der overholder standarden. Miljømærket kendes som det blå MSC-miljømærke.
MSC blev grundlagt i 1997 af Verdensnaturfonden (WWF) og Unilever. Det blev fuldt ud uafhængigt i 1999. Marine Stewardship Council har hovedkontor i London og kontorer i Seattle, Sydney, Edinburgh, Berlin, Haag, Paris, Cape Town og Tokyo.